# Gut wieder hier zu sein
Gut wieder hier zu sein ist die von Hannes Wader getextete und gesungene Version von Allan Taylors It’s Good to See You, das in Dänemark unter dem Titel Det er godt at se dig bekannt ist.

## Entstehung
Allan Taylor schrieb 1978 It’s Good to See You, das anschließend häufig gecovert wurde. In Dänemark wurde es durch Alex Campbell populär, der dort 1979 sein Album Det er godt at se dig aufnahm. Hannes Wader hatte zuvor schon einige Lieder aus englischsprachigen Vorlagen übernommen, um sein Repertoire zu Beginn seiner Tourneekarriere aufzustocken (z. B. Heute hier, morgen dort, Schon so lang). Mit Gut wieder hier zu sein setzte er diese Tradition fort.

## Inhalt
Wader besingt die Freundschaft, die einem hilft, Gefahren zu überstehen, die Welt mit anderen Augen zu sehen und Sorgen zu verarbeiten. Im englischen Original geht es zudem um Freundschaften, die auch Entfernungen überstehen, und um die Wiedersehensfreude.

## Aufbau
Die drei Strophen und der Refrain mit je vier Versen haben jeweils Kreuzreime.

## Musik
Der Tonumfang von einer Septime und die Intervalle erinnern an Volkslieder. Auch die Harmonik ist beschränkt auf die drei Dur-Akkorde. Der Refrain verwendet die gleiche Melodie wie die Strophen. Nach dem Quartsprung zu Beginn geht es in den ersten beiden Versen die Tonleiter aufwärts bis zur Quart. Bei den letzten beiden Versen wird die Melodie wiederholt, endet aber auf dem vierfach gesungenen Grundton. Je nach Aufnahme wird die Melodie aber auch variiert oder mehrstimmig gesungen.

## Hintergrund
Auf ihrer Tour 2011 sangen Wader und Taylor das Lied gemeinsam in beiden Sprachen und nahmen es auf CD auf. Das „Skagen Festival“, das älteste Musikfestival in Dänemark, übernahm „It’s Good to See You“ als Slogan, nachdem Alex Campbell dort aufgetreten war. Neben den englischen, deutschen und dänischen Versionen gibt es auch eine französische (C'est bon de te voir, Ringo alias Guy Bayle) und eine auf Kölsch.

## Veröffentlichungen (Auswahl)
Das Lied gibt es u. a. in folgenden Aufnahmen:
- Hannes Wader, Konstantin Wecker: 2001 live bei Songs an einem Sommerabend[5]
- Reinhard Mey, Hannes Wader, Konstantin Wecker: Mey, Wader, Wecker – das Konzert (2003, live)
- Hannes Wader, Dota und Konstantin Wecker live im ZDF-Nachtstudio am 24. Juni 2012[6]
- Hannes Wader & Allan Taylor: Old Friends in Concert (2013, live)
- Bente Kure & Leif Ernstsen: Det er godt at se dig[7]